# 리틀 이집트 (무용가)

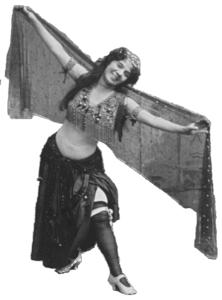
리틀 이집트 가운데 한 사람인 아셰아 와베를 촬영한 벤저민 포크의 사진

리틀 이집트(영어: Little Egypt)는 1890년대부터 1900년대 사이에 미국에서 활동했던 몇몇 유명한 벨리댄서들이 사용했던 예명이자 무대 위의 애칭이다. 수많은 사람들이 리틀 이집트를 모방했기 때문에 리틀 이집트는 일반적으로 벨리댄서와 같은 의미로 사용되었다. 적어도 파흐레다 마차르 스피로폴로스(Fahreda Mazar Spyropoulos), 아셰아 와베(Ashea Wabe), 파티마 제밀(Fatima Djemille) 3명이 이 이름을 사용한 것으로 여겨진다.
리틀 이집트에 대해서는 여러 전설들이 남아 있지만 대부분 신빙성이 떨어진다. 특히 마크 트웨인이 리틀 이집트의 춤을 보고 심장마비를 일으켰다는 전설이 있지만 이것은 꾸며낸 이야기로 추측된다. 리틀 이집트의 인기와 전설은 현대적인 스트립쇼의 발전에 큰 영향을 끼친 것으로 알려져 있다.

## 파흐레다 마자르 스피로풀로스
파흐레다 마차르 스피로폴로스(영어: Fahreda Mazar Spyropoulos, 1871년경 ~ 1937년 4월 5일)는 시리아 다마스쿠스 출신의 무용가로서 나중에 이집트 카이로로 이주했고 16세 시절에 미국으로 이주한 것으로 알려져 있다. 하지만 남아 있는 기록이 명확하지 않은 경우가 많기 때문에 신빙성은 높지 않은 편이다.
스피로풀로스는 1881년에 애리조나주 툼스톤에 위치한 버드 케이지 극장(Bird Cage Theatre)에서 데뷔했으며 파티마(Fatima)라는 예명을 사용했다. 다시 문을 연 살롱의 로비에는 그가 기증한 《파티마》라는 제목의 실물보다 큰 그림이 걸려 있었는데 6개의 총알 구멍 조각, 배꼽 위에 나온 칼 자국, 무릎 아래쪽의 캔버스에 나온 칼 자국이 특징이었다.
스피로풀로스는 미국 시카고에서 열린 1893년 만국 박람회에 참가했고 이집트 극장에서 미드웨이의 무용가들과 함께 미국에서 최초로 벨리댄스 공연을 진행했다. 스피로풀로스는 이집트인도 알제리인도 아니었지만 솔 블룸(Sol Bloom)이 기획을 담당하고 개스턴 아쿤(Gaston Akoun이 제작한 《카이로의 거리》(A Street in Cairo)에 등장하는 《모로코의 알제리인 무용가들》(The Algerian Dancers of Morocco)이라는 제목의 공연을 선보였다. 그의 춤에 곁들여진 멜로디는 스네이크 샤머(Snake Charmer)의 노래로 유명했다. 시카고에서 식당 주인이자 사업인으로 활동했던 그리스 출신의 스피로풀로스는 '파티마'라는 이름으로 홍보했지만 그의 크기 때문에 '리틀 이집트'라는 별명으로 부르게 되었다.
스피로풀로스는 미국에서 많은 주목을 받으면서 이러한 형식의 춤을 대중화했는데 이는 "후치 쿠치"(Hoochee-Coochee) 또는 "쉬미 앤 셰이크"(Shimmy and shake)로 부르게 되었다. 스피로풀로스는 18세기 말에 있었던 나폴레옹 보나파르트의 이집트 침공 과정에서 프랑스인들이 처음 목격했던 '당스 뒤 방트르'(Danse du ventre, "배의 춤"이라는 뜻)를 미국에서 처음 선보였는데 당시 미국에서는 '벨리댄스'(Belly dance)라는 용어가 널리 사용되지 않았다. 스피로풀로스는 유럽을 방문하면서 '리틀 이집트'라는 예명을 사용했다.
몇몇 여성들은 스피로풀로스의 춤을 모방하면서 리틀 이집트라는 이름을 사용했고 미국 각지를 방문하면서 공연을 진행했다. 그 이름이 이국적인 무용가들과 다소 동의어가 되기 이전까지는 종종 7개의 베일의 춤과 관련이 있었다. 스피로풀로스는 자신이 시카고 만국 박람회에 참가했던 원조 리틀 이집트라고 주장했는데 나중에 진정한 리틀 이집트로 인정받게 된다. 1896년에 아셰아 와베가 실리 연회 도중에 체포되면서 뉴욕에서 일어난 전면적인 스캔들로 끝난 이후에 자신이 아셰아 와베와 혼동되는 것을 싫어했다고 한다.
스피로풀로스는 62세 시절이던 1933년에 미국 시카고에서 열린 만국 박람회에서 리틀 이집트라는 예명을 사용하면서 공연을 진행했다. 스피로풀로스는 사망하기 이전인 1936년에 개봉된 《위대한 지그펠드》에서 자신의 이름을 사용한 메트로 골드윈 메이어를 상대로 영화 제작진이 동의를 구하지 못했다고 주장하면서 소송을 제기했다.

## 아셰아 와베
아셰아 와베(영어: Ashea Wabe, 1871년경 ~ 1908년 1월 3일)는 알제리계 무용가로서 1896년 12월 19일에 P. T. 바넘의 손자인 허버트 바넘 실리(Herbert Barnum Seeley)가 뉴욕 맨해튼 5번가에서 주최한 총각 파티에서 춤을 추면서 유명해졌다. 와베는 '리틀 이집트'라는 예명을 사용했던 소수의 여자 무용가들 가운데 한 사람이었지만 1893년에 미국 시카고에서 열린 만국 박람회에는 참가하지 않았다.
주최 측은 와베가 파티에서 나체로 춤을 출 예정이라고 홍보했는데 풍기 문란 행위를 단속하던 경찰관들이 파티 현장을 습격했다. 와베는 경찰의 조사를 받았지만 혐의를 받지 않고 석방되었다. 와베는 공연을 마치지 못했지만 지역 당국에 자신의 옷을 입지 않은 것을 완곡하게 표현하기 위해 "다 함께" 춤을 추면서 돈을 받은 사실을 인정했다. 당시 뉴욕 경찰국장을 역임하고 있던 시어도어 루스벨트는 파티 현장을 습격을 감행한 경찰관들을 지지했고 와베는 신사들이 주최한 파티를 방해했다는 이유로 뉴욕의 언론으로부터 비난을 받았다.
이러한 습격 사건은 와베에게 상당한 명성을 가져다 주었다. 와베는 브로드웨이 단장이었던 오스카 해머스타인 1세에 의해 고용되면서 실리의 연회를 유머러스하게 패러디한 벌레스크 공연에 등장했다. 그는 벤저민 포크(Benjamin Falk)가 촬영한 몇몇 사진들을 제외하고 잊혀진 것으로 추측된다. 1908년 1월 5일에 뉴욕 웨스트 37번가 236번지에 위치한 자신의 아파트에서 여동생에 의해 가스 질식으로 인해 사망한 채로 발견되었는데 생전에 20만 달러가 넘는 유산을 남겼다고 한다.

## 파티마 자밀
파티마 자밀(영어: Fatima Djemille, 생년 미상 ~ 1921년 3월 14일)는 뉴욕 코니아일랜드에서 활동했던 무용가로서 1893년에 미국 시카고에서 열린 만국 박람회에 참가한 것으로 추측된다. 자밀은 토머스 에디슨이 초기에 제작했던 영화 《쿠치 쿠치 댄스》(Coochee Coochee Dance, 1896년), 《파티마》(Fatima, 1897년)에서 춤을 선보이는 무용가로 추측되는데 종종 '리틀 이집트'라고 부르기도 한다.

## 유산

### 영화
- 아메리칸 뮤토스코프 바이오그래프 컴퍼니(American Mutoscope and Biograph Company)는 1897년 리틀 이집트라는 이름을 가진 무용가와 함께 3개의 짧은 릴을 출시했다.
- 1940년에 개봉된 메이 웨스트 주연의 영화 《마이 리틀 치카디》(My Little Chickadee)에는 웨스트가 연기를 맡은 플라워 벨(Flower Belle)과 교사가 된 나이가 든 학생인 팝(Pop) 간의 대화에서 리틀 이집트에 대한 유머러스한 언급이 등장한다.[14]
- 1951년에는 시카고 만국 박람회에서 활동했던 전설적인 무용가를 주제로 한 영화 《리틀 이집트》(Little Egypt)가 개봉되었는데 유니버설 스튜디오가 배급을 담당하고 론다 플레밍이 주연을 맡았다.[15]

### 음악
- 로큰롤 작곡 팀인 제리 리버와 마이크 스톨러는 1961년에 코스터스가 발표한 대표곡인 〈Little Egypt (Ying-Yang)〉을 작곡했다. 이 노래에서 리틀 이집트는 "아무 것도 입지 않았지만 단추와 활이 달린 벌레스크 댄서"로 묘사된다. 이 노래는 엘비스 프레슬리를 비롯한 여러 가수들이 커버했다.[15]
- 레이 윌리 허바드(Ray Wylie Hubbard)는 자신의 음반인 《Snake Farm》의 타이틀곡에서 파충류의 집에서 일하는 가수의 여자 친구인 라모나에 대해 이야기할 때 템페스트 스톰과 리틀 이집트를 언급한다.

Well a woman I love is named Ramona (내가 사랑하는 여자의 이름은 라모나야.)
She kinda looks like Tempest Storm (그는 템페스트 폭풍처럼 보여.)
And she can dance like Little Egypt (그리고 그는 리틀 이집트처럼 춤을 출 수 있어.)
She works down at the snake farm (그는 뱀 농장에서 일해.)

- 행크 윌리엄스 주니어는 리틀 이집트를 주제로 한 노래 〈Naked Women and Beer〉를 발표했다.

### 문학
토머스 맥마흔(Thomas McMahon)은 19세기 말을 배경으로 한 소설 《리틀 이집트와의 사랑》(Loving Little Egypt)을 발표했다.

## 참고 문헌
- Carlton, Donna (1995년 6월). 《Looking for Little Egypt》. International Dance Discovery. ISBN 978-0-9623998-1-7.
- Kennedy, Charles A; Saffle, Michael, editor (1998년). 〈When Cairo Met Main Street: Little Egypt, Salome Dancers, and the World's Fairs of 1893 and 1904〉. 《Music and Vulture in America, 1861-1918》. Garland Reference Library of the Humanities. New York: Garland. 271–298쪽. ISBN 0815321252.
- Sellers-Young, Barbara (2016년). 《Belly Dance, Pilgrimage and Identity》. Palgrave Macmillan. ISBN 978-0-9623998-1-7.